# Dorrington (Californie)
Pour les articles homonymes, voir Dorrington.
Dorrington est une census-designated place du comté de Calaveras, dans l'État de Californie, aux États-Unis,. En 2020, elle compte une population de 519 habitants.